# Nick Powell
Pour les articles homonymes, voir Powell.
Nicholas « Nick » Powell, né le 23 mars 1994 à Crewe, est un footballeur anglais qui évolue au poste de milieu de terrain à Stockport County.

## Biographie

### Crewe Alexandra
Formé à Crewe Alexandra, Nick Powell participe à son premier match en équipe première lors de la rencontre de championnat à Cheltenham Town le 19 août 2010 (défaite 3-2). Il entre en jeu en fin de rencontre et devient le second plus jeune joueur à porter le maillot du club de Crewe. En décembre 2011, il est élu meilleur espoir de Football League du mois (en). En 2011-2012, il dispute une saison pleine puisqu'il joue 45 matchs (16 buts) toutes compétitions confondues.

### Manchester United
Le 1er juillet 2012, il signe un contrat de quatre ans en faveur de Manchester United. Le 15 septembre suivant, il porte pour la première fois le maillot des Red Devils lors du match comptant pour la quatrième journée de Premier League face à Wigan Athletic. Il se distingue en marquant le dernier but des Mancuniens qui remportent le match (4-0).
Le 2 septembre 2013, il est prêté pour une saison à Wigan Athletic.
Le 1er septembre 2014, il est prêté pour une saison à Leicester City.
Le 1er février 2016, il est prêté à Hull City.

### Wigan Athletic
En fin de contrat avec les Red Devils, Powell s'engage pour trois ans avec Wigan Athletic le 12 juillet 2016. À l'issue de sa première saison, les Latics sont relégués en D3 anglaise. En 2017-2018, le club est promu en Championship, notamment grâce aux quinze buts de Powell.

### Stoke City et après
Libre de tout contrat après avoir été libéré par Wigan, Powell s'engage avec Stoke City le 25 juin 2019.
Le 7 juillet 2023, il rejoint Stockport County.

### En sélection
Après avoir porté le maillot de la sélection anglaise des moins de 17 ans, moins de 18 ans puis moins de 19 ans, Nick Powell honore sa première sélection avec l'Angleterre espoirs à l'occasion de la rencontre amicale face à l'Irlande du Nord le 13 novembre 2012 (victoire 2-0).

## Statistiques
| Saison                | Club                  | Championnat           | Championnat | Championnat | Coupe(s) nationale(s) | Coupe(s) nationale(s) | Compétition(s) continentale(s) | Compétition(s) continentale(s) | Compétition(s) continentale(s) | Total | Total |
| Saison                | Club                  | Division              | M.          | B.          | M.                    | B.                    | Comp.                          | M.                             | B.                             | M.    | B.    |
| 2010-2011             | Crewe Alexandra       | League Two            | 17          | 0           | 2                     | 0                     | -                              | -                              | -                              | 19    | 0     |
| 2011-2012             | Crewe Alexandra       | League Two            | 41          | 15          | 4                     | 1                     | -                              | -                              | -                              | 45    | 16    |
| Sous-total            | Sous-total            | Sous-total            | 58          | 15          | 6                     | 1                     | -                              | -                              | -                              | 64    | 16    |
| 2012-2013             | Manchester United     | Premier League        | 2           | 1           | 2                     | 0                     | C1                             | 2                              | 0                              | 6     | 1     |
| 2014-2015             | Manchester United     | Premier League        | -           | -           | 1                     | 0                     | -                              | -                              | -                              | 1     | 0     |
| 2015-2016             | Manchester United     | Premier League        | 1           | 0           | -                     | -                     | C1                             | 1                              | 0                              | 2     | 0     |
| Sous-total            | Sous-total            | Sous-total            | 3           | 1           | 3                     | 0                     | -                              | 3                              | 0                              | 9     | 1     |
| 2013-2014             | Wigan Athletic (prêt) | Championship          | 31          | 7           | 4                     | 2                     | C3                             | 6                              | 3                              | 41    | 12    |
| 2014-2015             | Leicester City (prêt) | Premier League        | 3           | 0           | -                     | -                     | -                              | -                              | -                              | 3     | 0     |
| 2015-2016             | Hull City (prêt)      | Championship          | 3           | 0           | 2                     | 0                     | -                              | -                              | -                              | 5     | 0     |
| Sous-total            | Sous-total            | Sous-total            | 37          | 7           | 6                     | 2                     | -                              | 6                              | 3                              | 49    | 12    |
| 2016-2017             | Wigan Athletic        | Championship          | 21          | 6           | 1                     | 0                     | -                              | -                              | -                              | 22    | 6     |
| 2017-2018             | Wigan Athletic        | League One            | 39          | 15          | 6                     | 0                     | -                              | -                              | -                              | 45    | 15    |
| 2018-2019             | Wigan Athletic        | Championship          | 32          | 8           | -                     | -                     | -                              | -                              | -                              | 32    | 8     |
| Sous-total            | Sous-total            | Sous-total            | 92          | 29          | 7                     | 0                     | -                              | -                              | -                              | 99    | 29    |
| 2019-2020             | Stoke City            | Championship          | 29          | 5           | 1                     | 0                     | -                              | -                              | -                              | 30    | 5     |
| 2020-2021             | Stoke City            | Championship          | 39          | 12          | 3                     | 0                     | -                              | -                              | -                              | 42    | 12    |
| 2021-2022             | Stoke City            | Championship          | 18          | 6           | 3                     | 1                     | -                              | -                              | -                              | 21    | 7     |
| 2022-2023             | Stoke City            | Championship          | 25          | 4           | 1                     | 0                     | -                              | -                              | -                              | 26    | 4     |
| Sous-total            | Sous-total            | Sous-total            | 111         | 27          | 8                     | 1                     | -                              | -                              | -                              | 119   | 28    |
| 2023-2024             | Stockport County      | League Two            | 32          | 3           | 4                     | 0                     | -                              | -                              | -                              | 36    | 3     |
| 2024-2025             | Stockport County      | League One            | 4           | 0           | 2                     | 1                     | -                              | -                              | -                              | 6     | 1     |
| Sous-total            | Sous-total            | Sous-total            | 36          | 3           | 6                     | 1                     | -                              | -                              | -                              | 42    | 4     |
| Total sur la carrière | Total sur la carrière | Total sur la carrière | 337         | 82          | 36                    | 5                     | -                              | 9                              | 3                              | 382   | 90    |

## Palmarès

### En club
- Wigan Athletic
  - Champion d'Angleterre de D3 en 2018.

- Stockport County
  - Champion d'Angleterre de D4 en 2024

### Distinction personnelle
- Membre de l'équipe-type de D3 anglaise en 2018[8].